# Airbus A320neo
Airbus A320neo (new engine option) je řada dvoumotorových proudových úzkotrupých dopravních letadel na krátké a střední trati, kterou vyrábí evropská (francouzsko-německo-britská) společnost Airbus. Řada vznikla podstatnou modernizací předchozí řady Airbus A320 a zahrnuje modely A319neo, A320neo a A321neo. Vedle modernějších a úspornějších motorů nabízí lepší aerodynamické vlastnosti, širší kabinu s lepší zvukovou izolací a větším počtem míst a nižší provozní náklady. Modernizovaný letoun vyprodukuje ročně o 5 tisíc tun COx méně, produkce NOx je o 10–20% nižší. 
Vývoj byl zahájen v prosinci 2010, prototyp byl zalétán roku 2014. Dne 26. ledna 2016 bylo první letadlo předáno zákazníkovi. Ke konci ledna 2025 měla společnost Airbus na tuto řadu 10992 objednávek, nejvíce na model A321neo v počtu 6829 kusů od více než 70 leteckých společností. Hlavním konkurentem této řady je letoun Boeing 737 MAX.
Polovinu dveří Airbusu A320neo vyrábí pražský závod společnosti Latecoere (dříve Letov).

## Uživatelé
První stroj byl dodán společnosti Lufthansa 20. ledna 2016 a o pět dní později nasazen do provozu. V říjnu 2022 bylo v provozu u zákazníků 1591 kusů A320neo, nejvíce u společností IndiGo (96 kusů), Frontier Airlines (49) . Lufthansa potvrdila, že její stroje spotřebují o 16 % méně paliva než dřívější A320, Při navýšení počtu sedadel ze 168 na 180 činí úspora 21% na sedadlo. Společnost Avianca dosahuje 15 až 20 % úspory paliva, letadla jsou výrazně tišší, spotřebují méně oleje a potřebují i méně běžné údržby.

## Verze

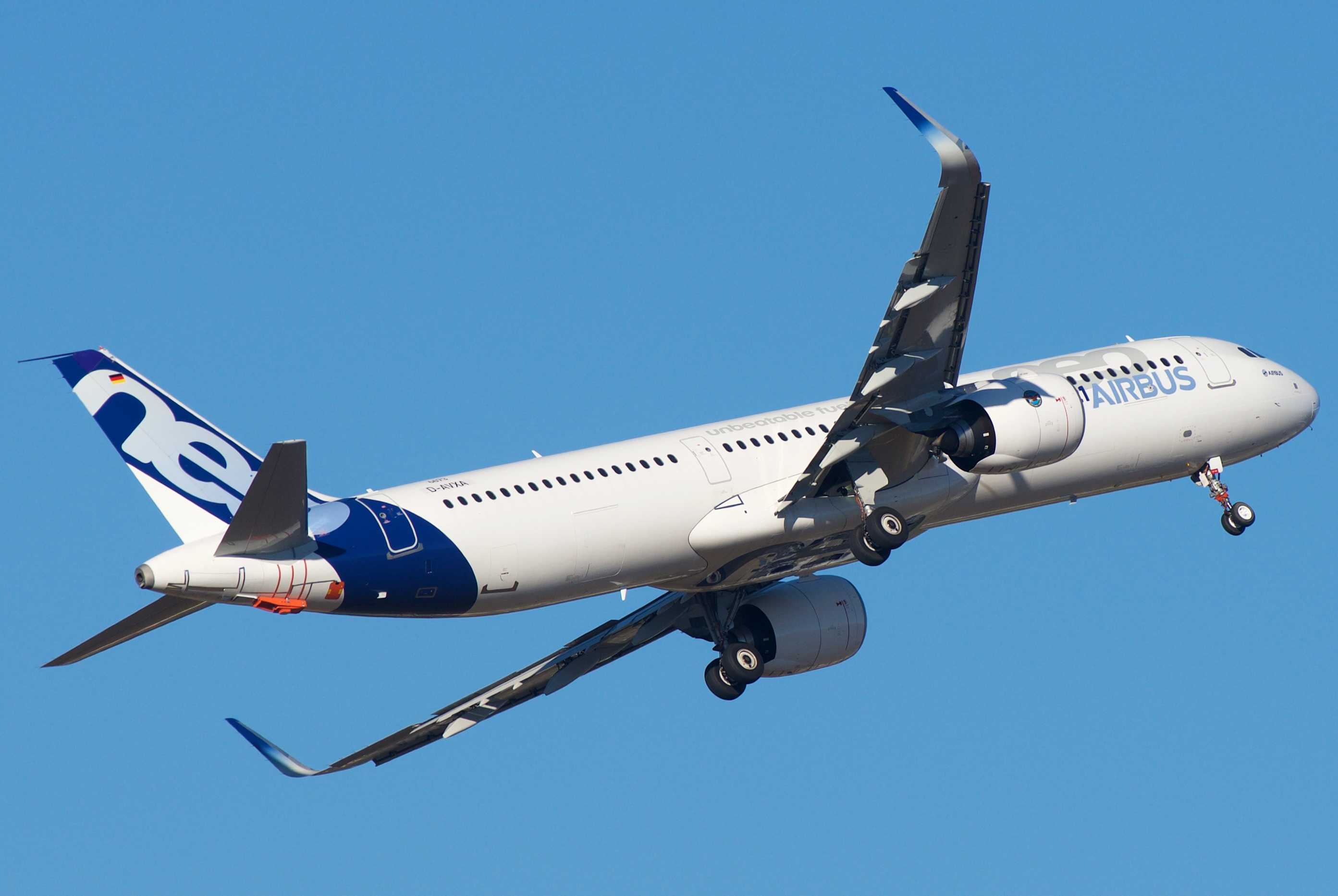
Nejdelší verze řady A320neo, Airbus A321neo

Airbus se rozhodl vyrábět tři verze A320neo, s Airbusem A318neo se prozatím nepočítá. Délka, šířka ani výška a další poměry se oproti původním typům první řady Airbusů A320 nemění. Rozpětí je o téměř 2 metry na každé straně delší, motory jsou větší.

### A319neo
Verze s kratším trupem. První let se konal 31. března 2017. První zákazníkem tohoto typu měla původně být letecká společnost Qatar Airways ale poté, co katarské národní aerolinie obměnili objednávku za větší Airbus A320neo v roce 2013 se prvním provozovatelem měly stát americké Frontier Airlines. Nakonec ani tady nevydržela objednávka na nejmenší letoun řady A320neo. Aktuálně má Airbus 92 objednávek na Airbusy A319neo. Největší objednávka patří americkým Spirit Airlines, které mají objednaných 35 strojů tohoto typu. Dalšími komerčními zájemci jsou Air China a Air Côte d'Ivoire. ICAO kód je A19N.

### A320neo
Standardní varianta, ze které ostatní vychází. První let se konal 25. září 2014. Prvním zákazníkem se stala německá vlajková letecká společnost Lufthansa, která si objednala 84 kusů tohoto typu. ICAO kód je A20N.

### A321neo
Prodloužená verze se zpevněnou oblastí podvozku, křídlem a dalšími dodělávkami kvůli větší váze. První let se konal 9. února 2016. Společnost Virgin America je jejím prvním zákazníkem. Tohoto typu si Lufthansa objednala 63 kusů. ICAO kód je A21N.

## Specifikace
| Varianta                  | A319neo                                                                      | A320neo                                                                      | A321neo                                                                      |
| ------------------------- | ---------------------------------------------------------------------------- | ---------------------------------------------------------------------------- | ---------------------------------------------------------------------------- |
| Posádka kokpitu           | 2                                                                            | 2                                                                            | 2                                                                            |
| Kapacita (2 třídy)        | 140                                                                          | 165                                                                          | 206: 16 @91 cm + 190 @76 cm                                                  |
| Kapacita (1 třída, max.)  | 160                                                                          | 195 @ 68 cm                                                                  | 240 @ 71 cm                                                                  |
| Rozteč sedadel            | Ekonomická třída: 46 cm (18 in), 3,7 m (12 bft 2 in) šířka kabiny            | Ekonomická třída: 46 cm (18 in), 3,7 m (12 bft 2 in) šířka kabiny            | Ekonomická třída: 46 cm (18 in), 3,7 m (12 bft 2 in) šířka kabiny            |
| Kapacita carga            | 27 m³                                                                        | 37 m³                                                                        | 51 m³                                                                        |
| Délka                     | 33,84 m                                                                      | 37,57 m                                                                      | 44.51 m                                                                      |
| Rozpětí                   | 35,80 m                                                                      | 35,80 m                                                                      | 35,80 m                                                                      |
| Výška                     | 11,76 m                                                                      | 11,76 m                                                                      | 11,76 m                                                                      |
| MTOW                      | 75,5 t                                                                       | 79 t                                                                         | 97 t                                                                         |
| Max. užitečné zatížení    | 17.7 t:s.3-2-1                                                               | 20 t:s.3-2-1                                                                 | 25,5 t:s.3-2-1                                                               |
| Operační prázdná hmotnost | 42,6 t                                                                       | 44,3 t                                                                       | 50,1 t                                                                       |
| Minimální hmotnost        |                                                                              | 40,3-40,6 t                                                                  | 46,3-46,6 t                                                                  |
| Kapacita paliva           | 26 730 l (7 060 USg)                                                         | 26 730 l (7 060 USg)                                                         | 32 940 l (8 700 USg)                                                         |
| Motory (×2)               | CFM International LEAP-1A nebo Pratt & Whitney PW1100G                       | CFM International LEAP-1A nebo Pratt & Whitney PW1100G                       | CFM International LEAP-1A nebo Pratt & Whitney PW1100G                       |
| Průměr dmychadla          | PW1100G: 206 cm, LEAP-1A: 198 cm                                             | PW1100G: 206 cm, LEAP-1A: 198 cm                                             | PW1100G: 206 cm, LEAP-1A: 198 cm                                             |
| Max. tah                  | 107 kilonewton (24 100 lbf)                                                  | 120,6 kilonewton (27 120 lbf)                                                | 147,3 kilonewton (33 110 lbf)                                                |
| Rychlost                  | Cestovní: Mach 0,78 (516 kn; 956 km/h), Max.: Mach 0,82 (542 kn; 1 005 km/h) | Cestovní: Mach 0,78 (516 kn; 956 km/h), Max.: Mach 0,82 (542 kn; 1 005 km/h) | Cestovní: Mach 0,78 (516 kn; 956 km/h), Max.: Mach 0,82 (542 kn; 1 005 km/h) |
| Dostup                    | 11 900 - 12 100 m                                                            | 11 900 - 12 100 m                                                            | 11 900 - 12 100 m                                                            |
| Typický dolet             | 6 950 km / 3 750 nmi                                                         | 6 500 km / 3 500 nmi                                                         | 7 400 km / 4 000 nmi                                                         |
| Délka vzletu              |                                                                              | 1 951 m (6 400 ft)                                                           | 1 988 metre (6 522 ft)                                                       |
| ICAO typ                  | A19N                                                                         | A20N                                                                         | A21N                                                                         |

### Motory
| Označení  | Motory        | Certifikát   | Tah při vzletu       | Max. trvalý          |
| --------- | ------------- | ------------ | -------------------- | -------------------- |
| A320-271N | PW1127G-JM    | 24. 11. 2015 | 12043 daN (27075 lb) | 11718 daN (26345 lb) |
| A320-251N | CFM LEAP-1A26 | 31. 5. 2016  | 12064 daN (27120 lb) | 11868 daN (26680 lb) |
| A321-271N | PW1133G-JM    | 15. 12. 2016 | 14728 daN (33110 lb) | 14581 daN (32780 lb) |
| A321-251N | CFM LEAP-1A32 | 1. 3. 2017   | 14305 daN (32160 lb) | 14096 daN (31690 lb) |
| A321-253N | CFM LEAP-1A33 | 3. 3. 2017   | 14305 daN (32160 lb) | 14096 daN (31690 lb) |

## Galerie

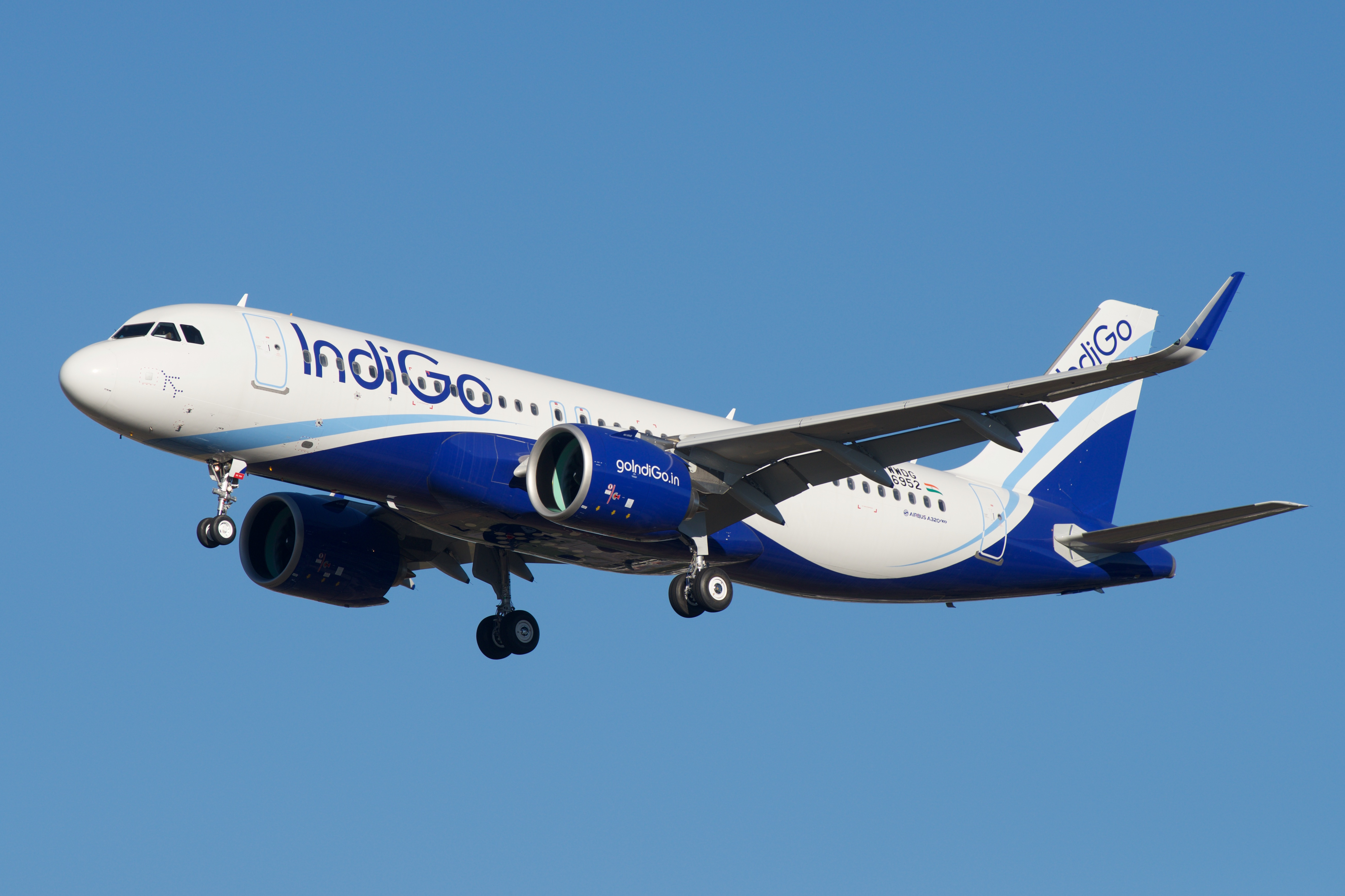
IndiGo
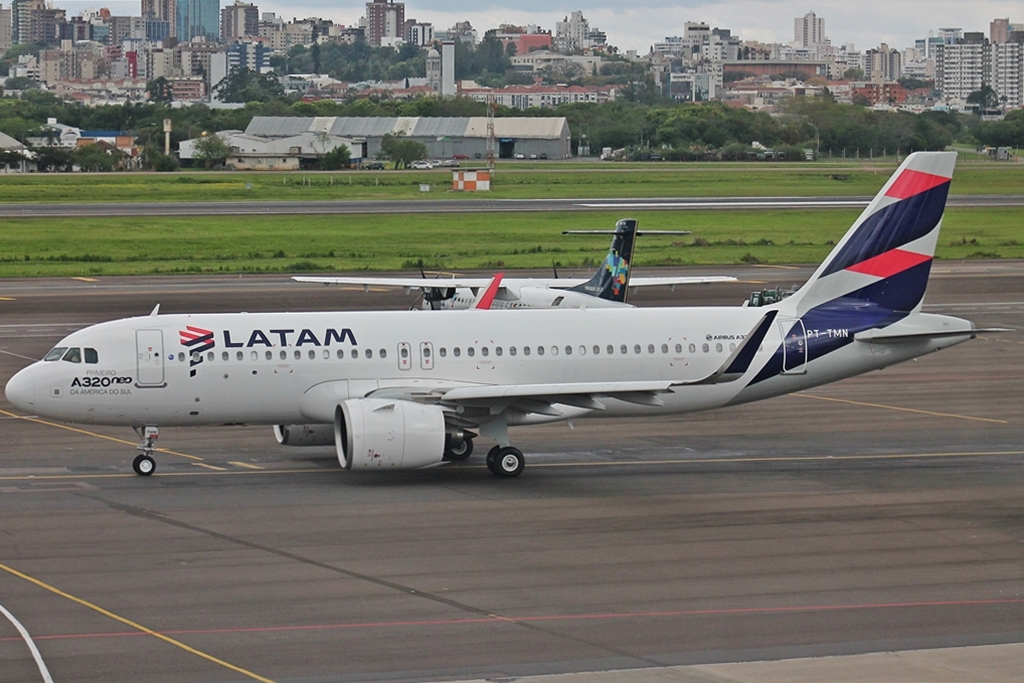
LATAM
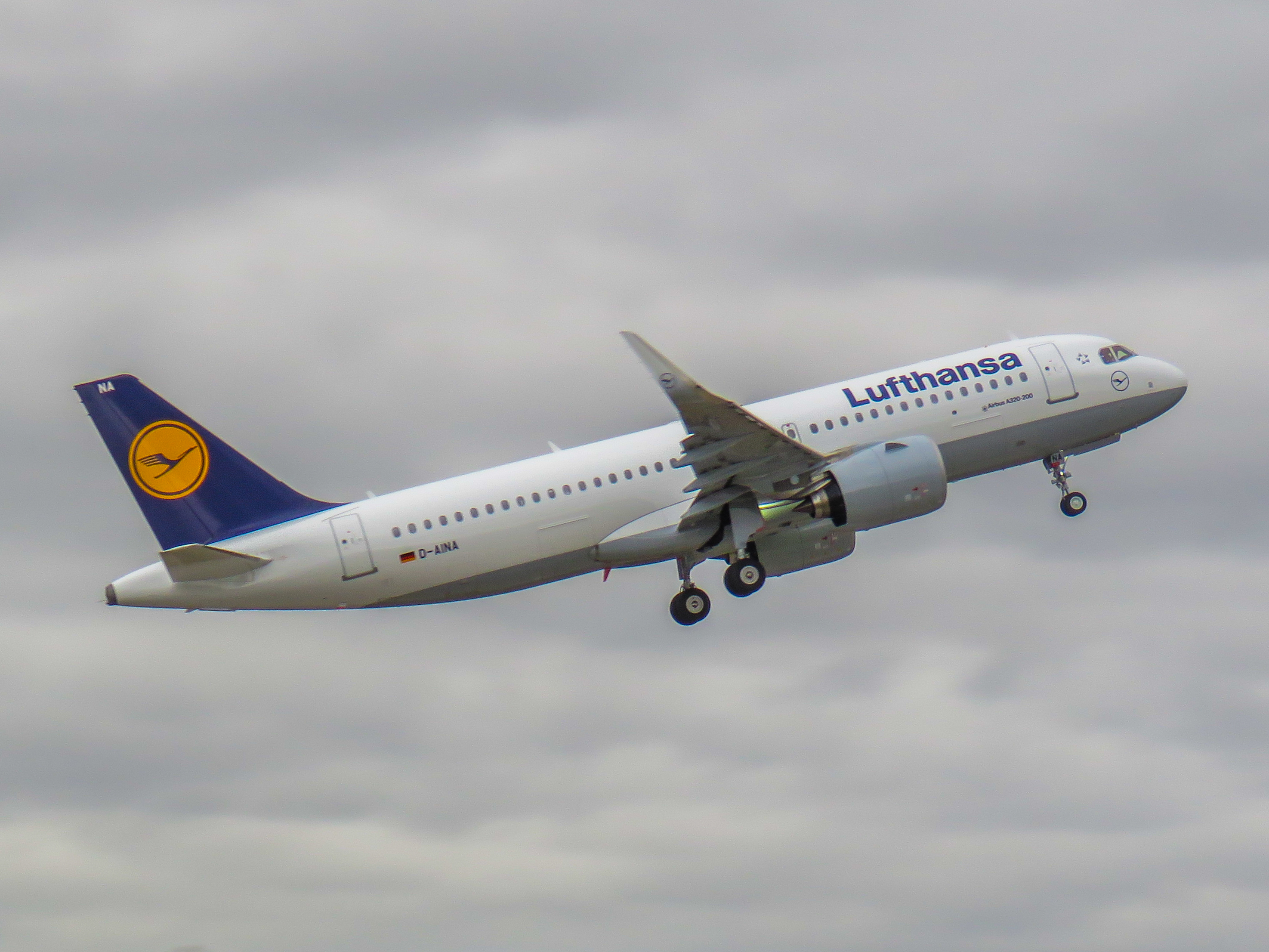
Lufthansa
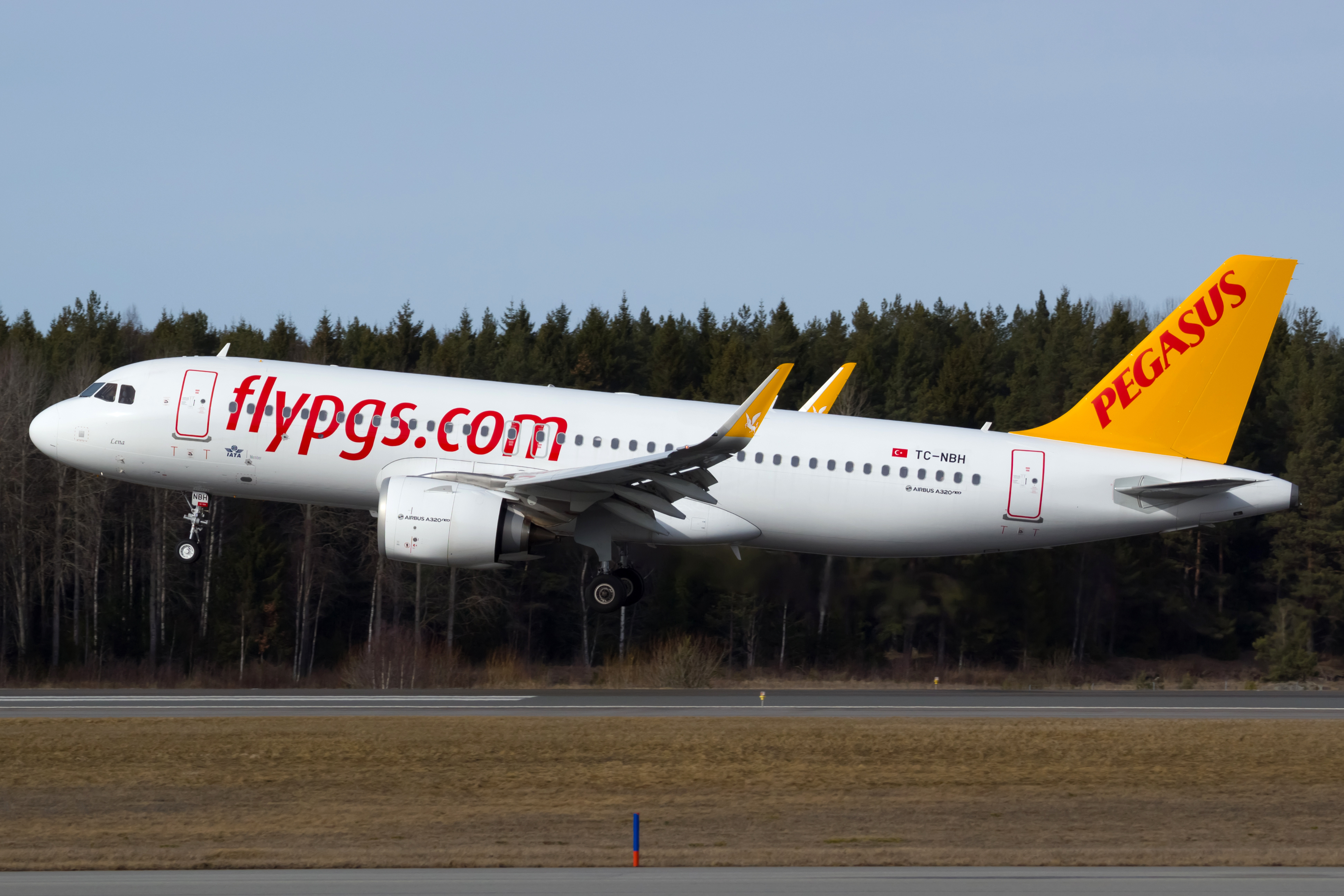
Pegasus Airlines
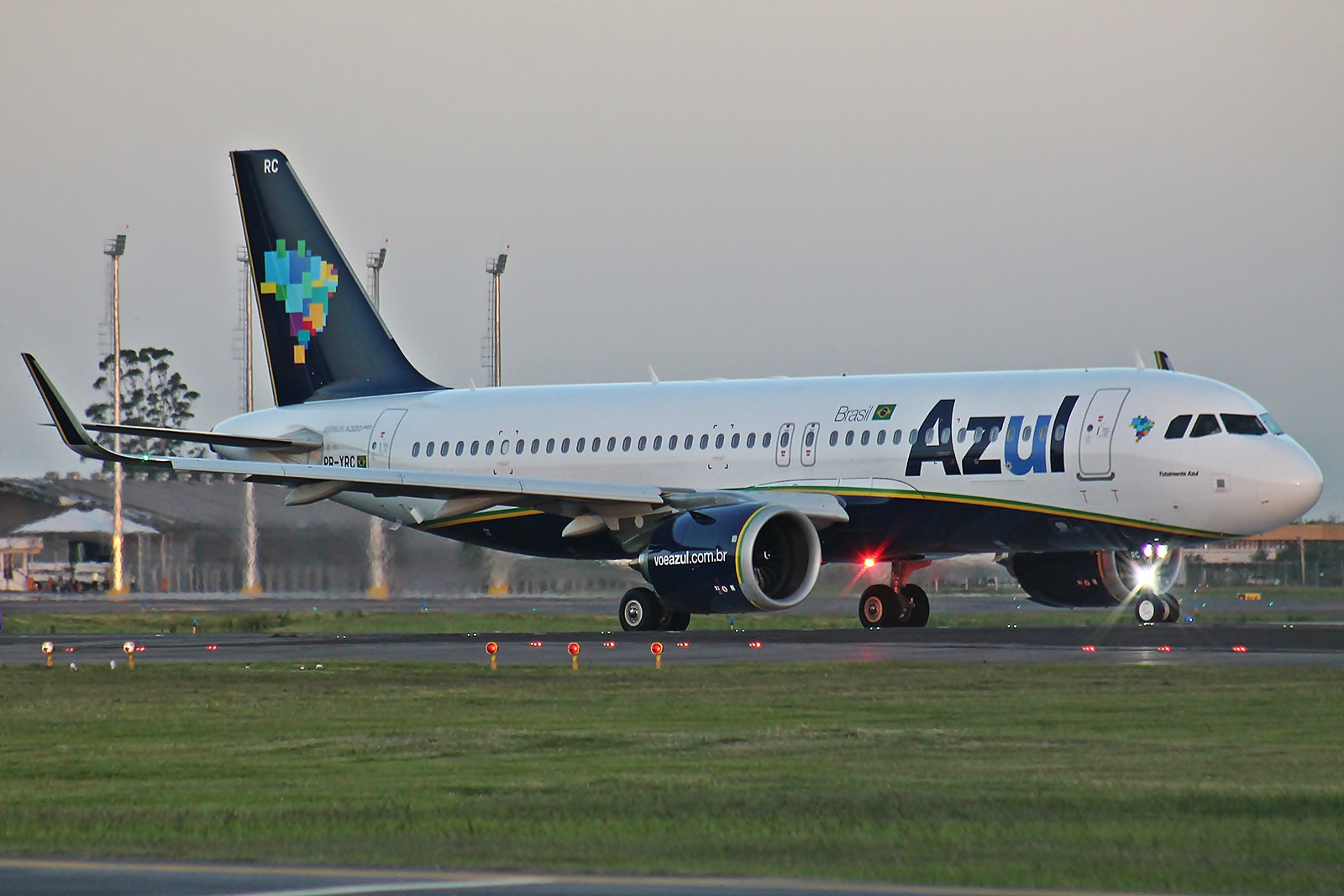
Azul
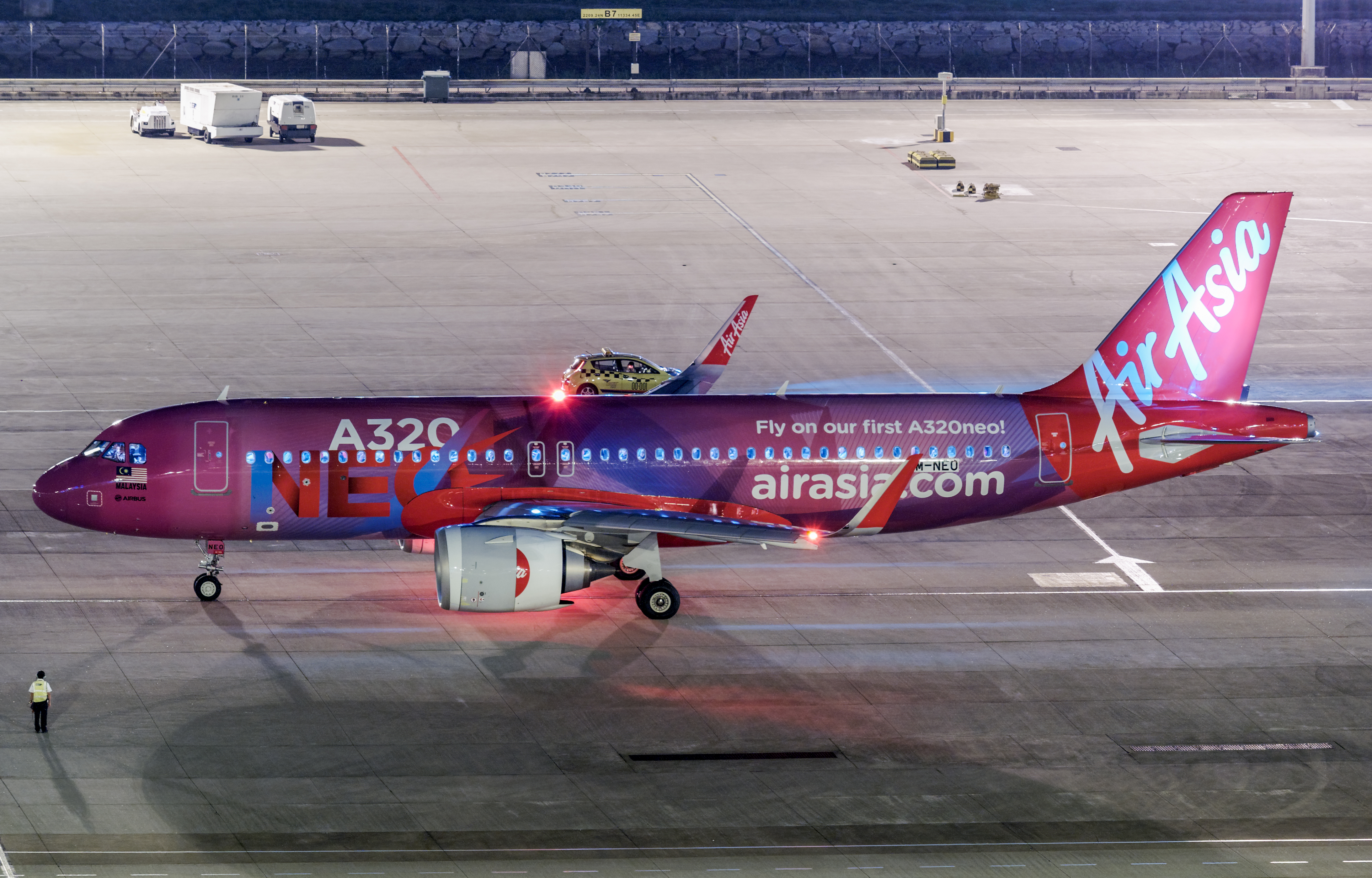
AirAsia
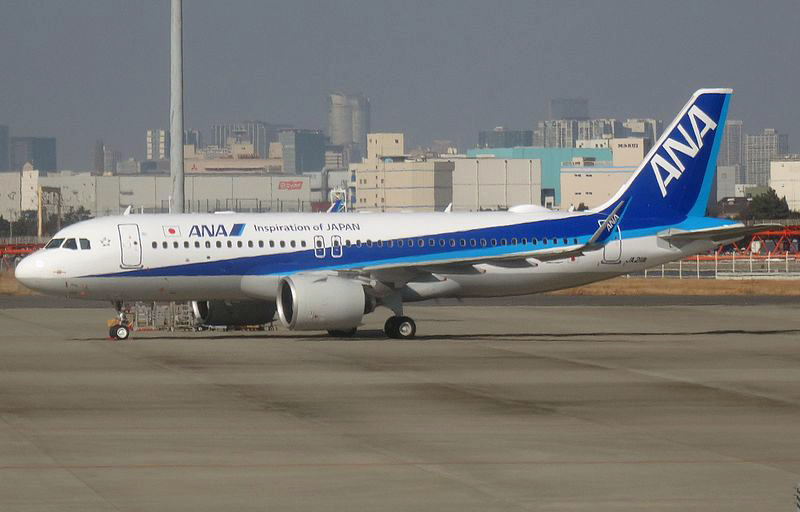
ANA
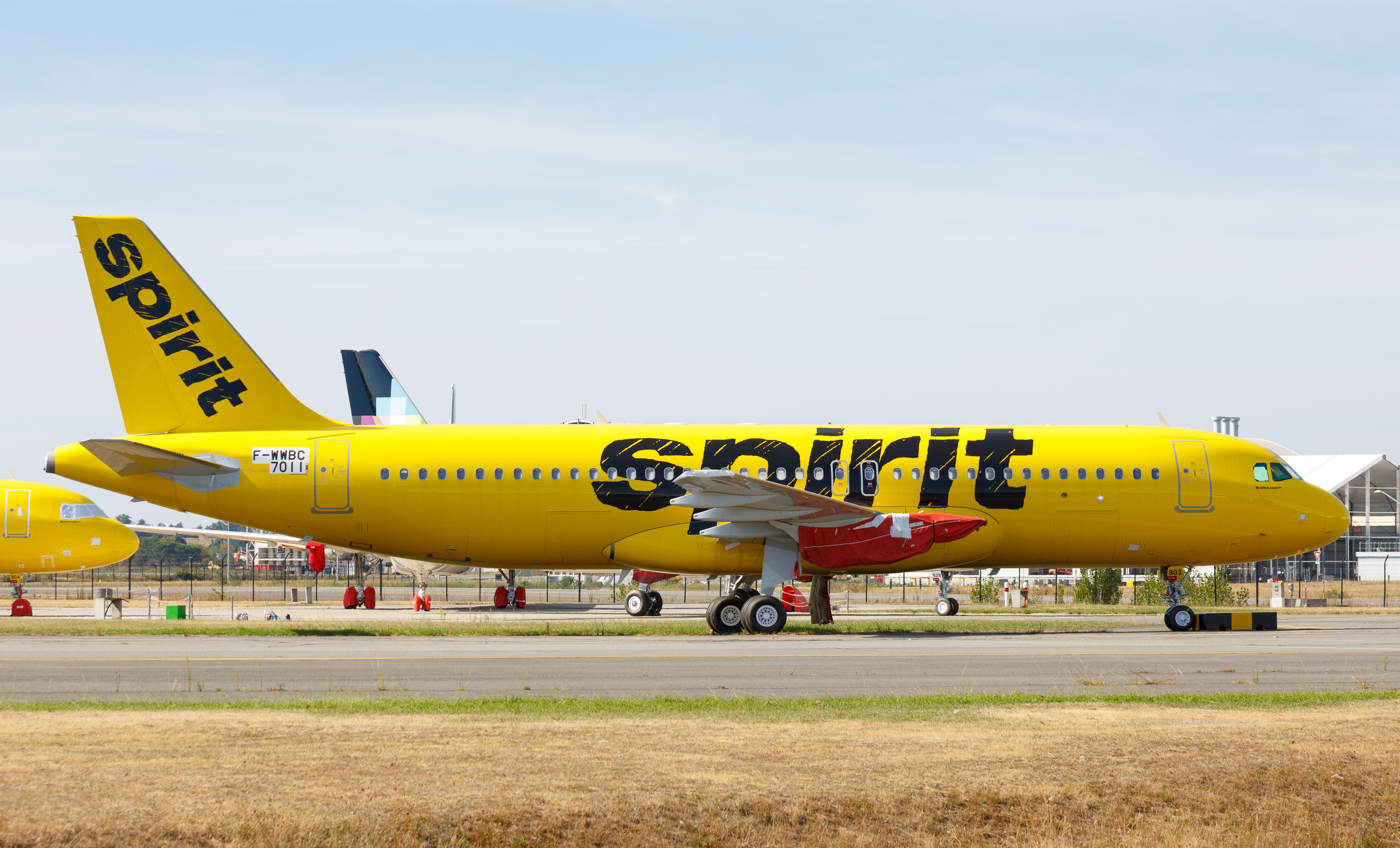
Spirit Airlines
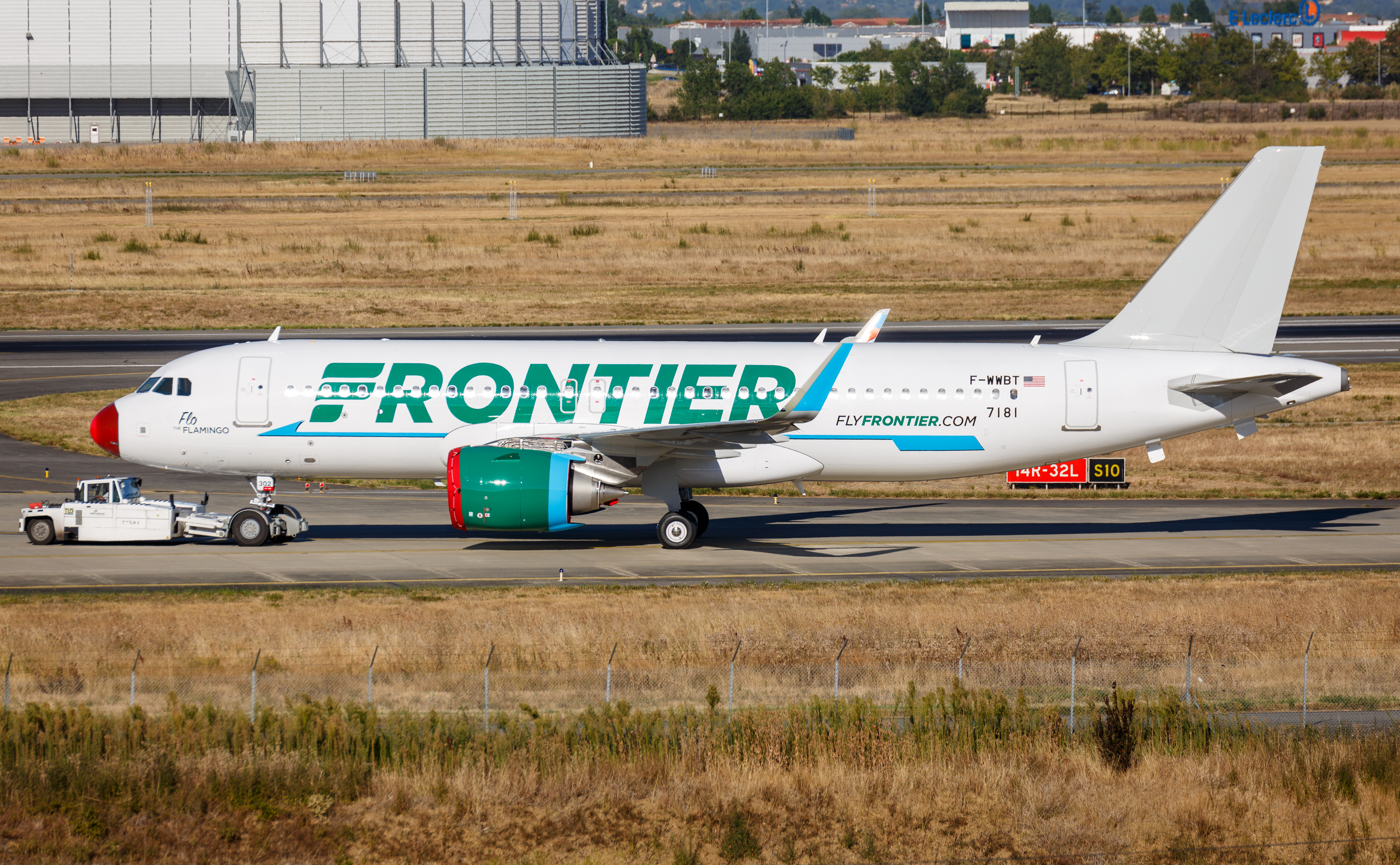
Frontier Airlines
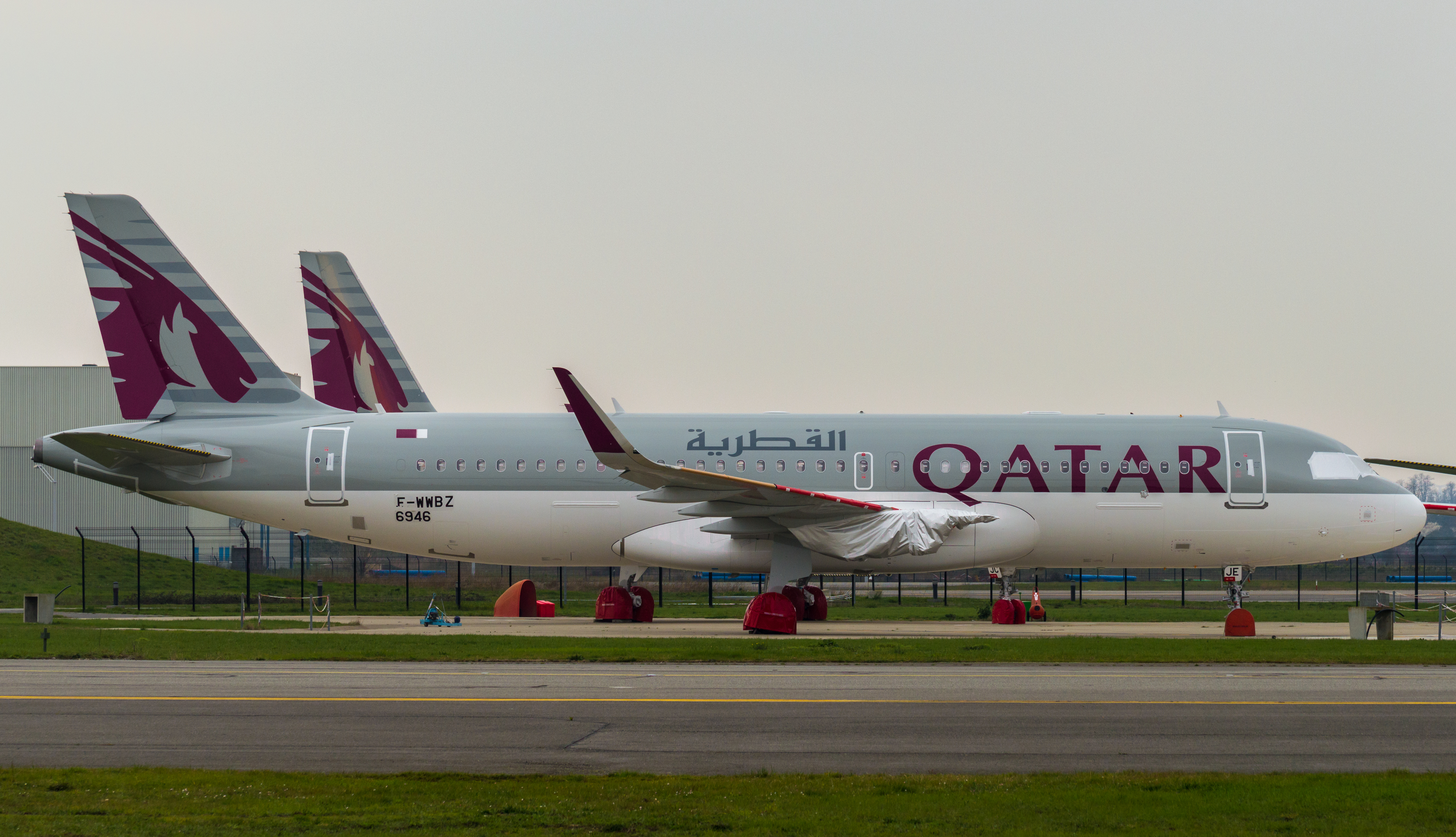
Qatar Airways
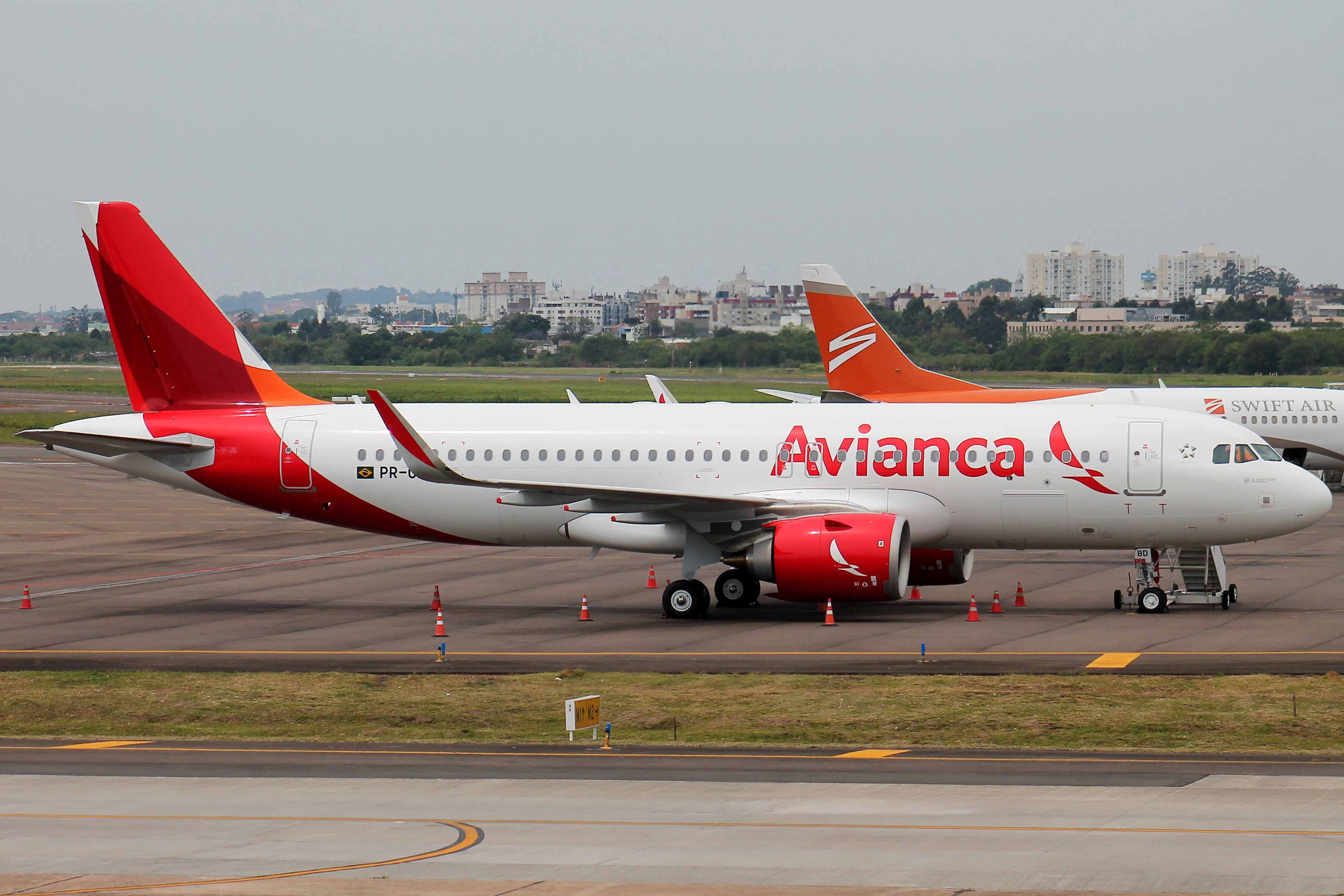
Avianca
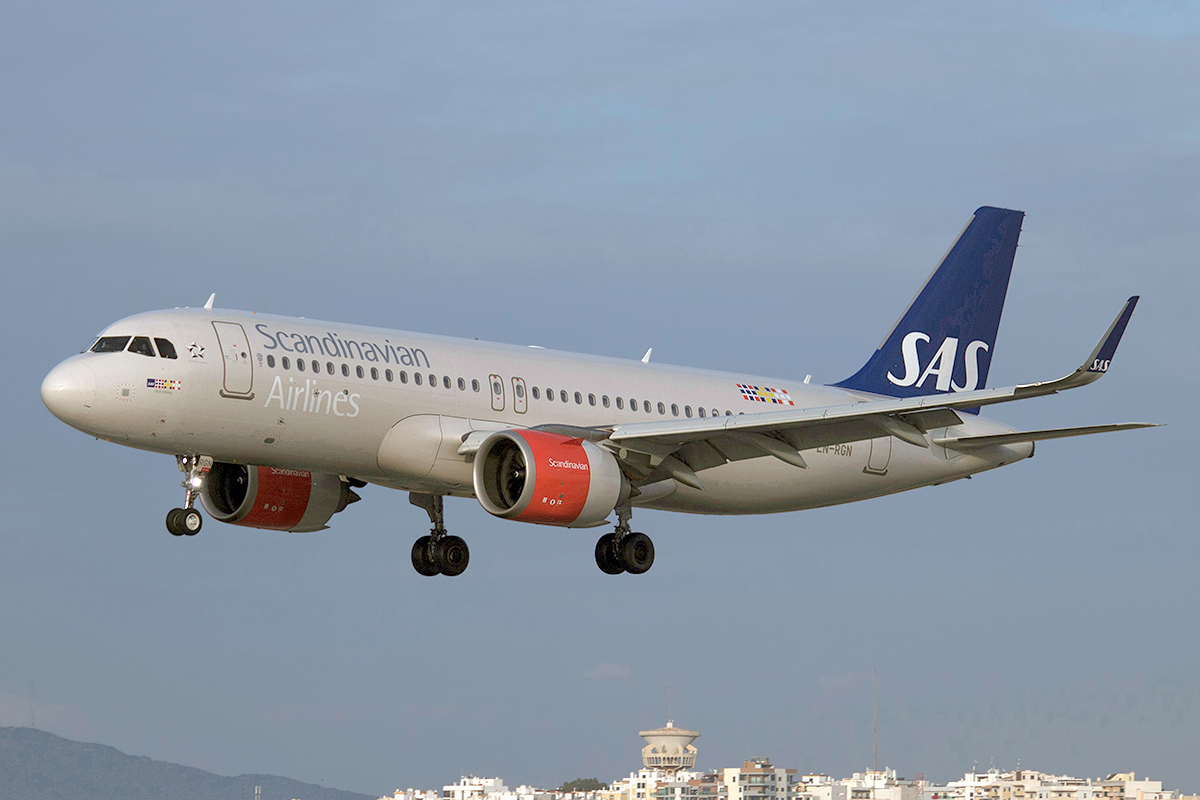
SAS
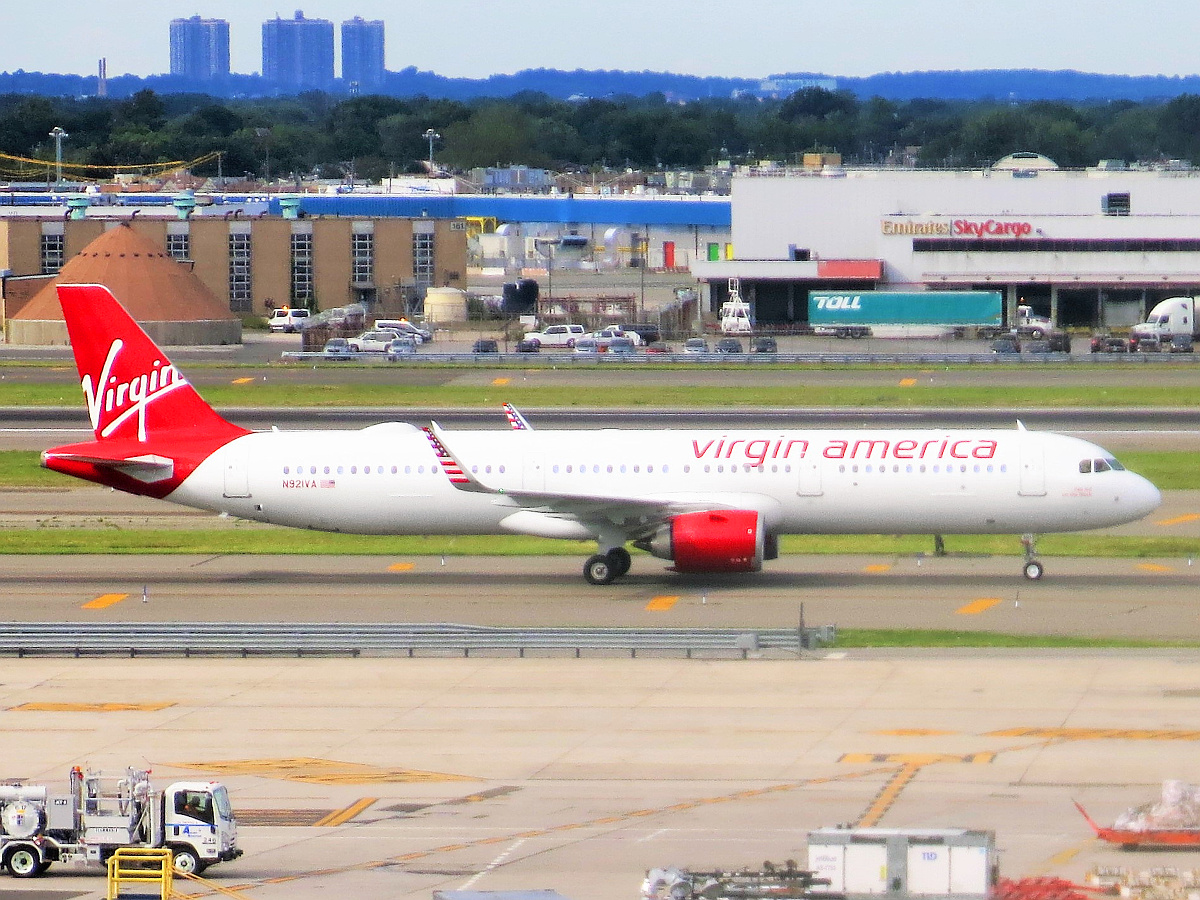
Virgin America
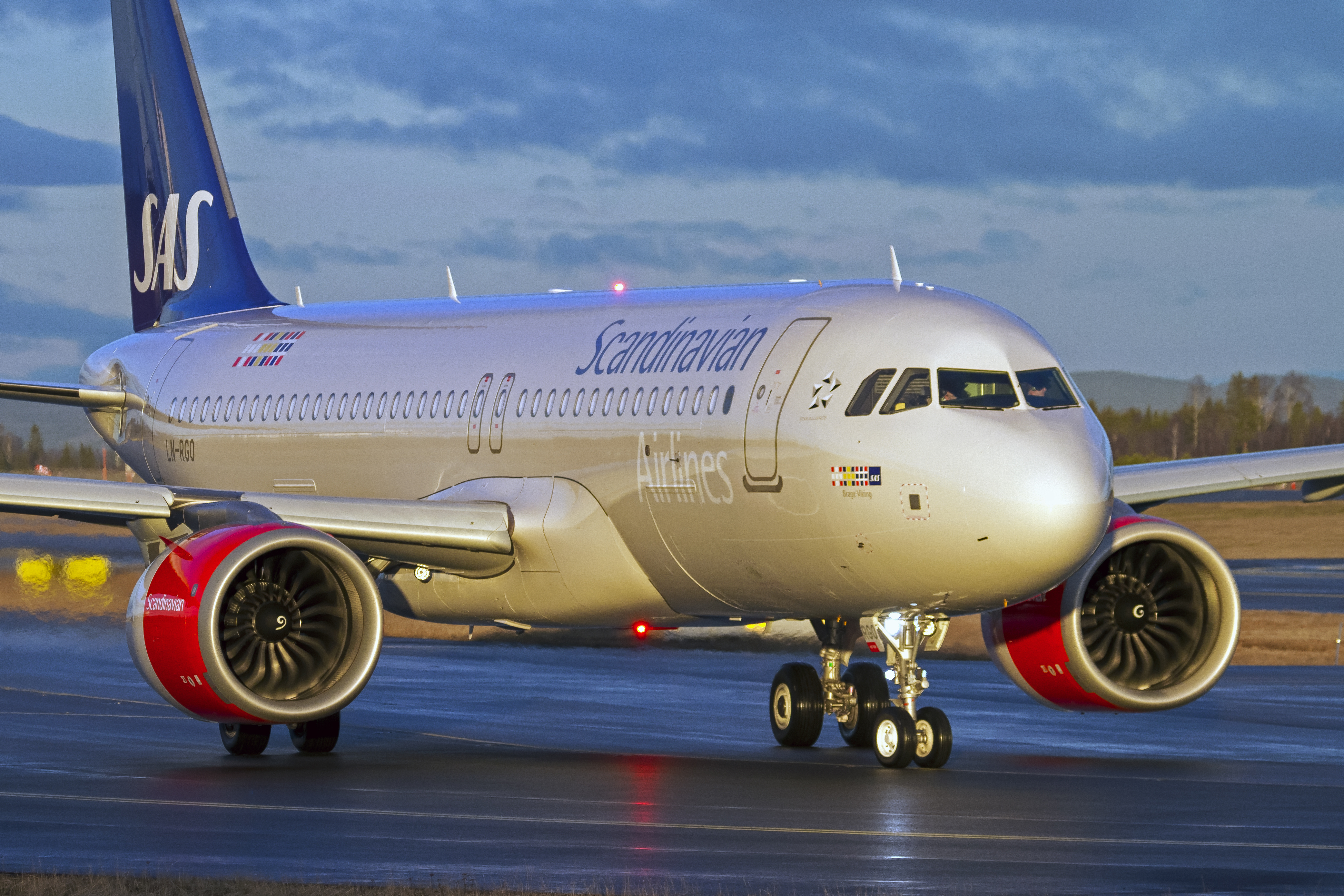
Scandinavian Airlines